# Bo Lennernäs
Bo Lennernäs, född 14 maj 1963 i Bollnäs, död 28 maj 2021 i Uddevalla, var en svensk läkare och cancerforskare.
Lennernäs disputerade i medicinsk vetenskap vid Uppsala universitet 1995. I avhandlingen Radiotheraphy of prostatic cancer – with reference to positioning and three dimensional dose-planning redogjorde han bland annat för hur artificiell intelligens kan användas när man planerar strålbehandlingar för prostatacancer. Han fortsatte att forska på behandling av prostatacancer, bland annat om hur man kan minska biverkningarna av den hormonella terapi som patienter får innan radioterapi genom att injicera medicin i prostata. Han tog även fram, tillsammans med sin bror professor Hans Lennernäs, läkemedlet Abstral, som används mot genombrottssmärta.
Han grundade företaget Micropos Medical som utvecklar strålbehandlingsmetoder och som 2010 erhöll Athenapriset. Priset delas ut av Vinnova och Dagens Medicin till forskare och innovatörer som arbetar i samverkan mellan akademi, sjukvård och näringsliv.
Lennernäs var verksam vid Göteborgs universitet där han blev docent 2001 och adjungerad universitetslektor 2005. År 2018 utnämndes han till professor i medicinsk vetenskap vid Örebro universitet.